# Takeda Hiroyuki
Hiroyuki Takeda (武田 博行 Takeda Hiroyuki, sinh ngày 30 tháng 11 năm 1983 ở Hyōgo) là một cầu thủ bóng đá người Nhật Bản. Hiện tại anh thi đấu cho Tokyo Verdy.

## Thống kê sự nghiệp
Cập nhật đến ngày 23 tháng 2 năm 2016.
| Thành tích câu lạc bộ | Thành tích câu lạc bộ | Thành tích câu lạc bộ | Giải vô địch | Giải vô địch | Cúp                   | Cúp                   | Cúp Liên đoàn | Cúp Liên đoàn | Tổng    | Tổng      |
| Mùa giải              | Câu lạc bộ            | Giải vô địch          | Số trận      | Bàn thắng    | Số trận               | Bàn thắng             | Số trận       | Bàn thắng     | Số trận | Bàn thắng |
| Nhật Bản              | Nhật Bản              | Nhật Bản              | Giải vô địch | Giải vô địch | Cúp Hoàng đế Nhật Bản | Cúp Hoàng đế Nhật Bản | J. League Cup | J. League Cup | Tổng    | Tổng      |
| --------------------- | --------------------- | --------------------- | ------------ | ------------ | --------------------- | --------------------- | ------------- | ------------- | ------- | --------- |
| 2002                  | Mito HollyHock        | J2 League             | 0            | 0            | 0                     | 0                     | -             | -             | 0       | 0         |
| 2003                  | Mito HollyHock        | J2 League             | 0            | 0            | 0                     | 0                     | -             | -             | 0       | 0         |
| 2004                  | Mito HollyHock        | J2 League             | 14           | 0            | 1                     | 0                     | -             | -             | 15      | 0         |
| 2005                  | Mito HollyHock        | J2 League             | 3            | 0            | 0                     | 0                     | -             | -             | 3       | 0         |
| 2006                  | Mito HollyHock        | J2 League             | 35           | 0            | 0                     | 0                     | -             | -             | 35      | 0         |
| 2007                  | Mito HollyHock        | J2 League             | 12           | 0            | 0                     | 0                     | -             | -             | 12      | 0         |
| 2008                  | Tochigi SC            | JFL                   | 0            | 0            | 0                     | 0                     | -             | -             | 0       | 0         |
| 2009                  | Tochigi SC            | J2 League             | 5            | 0            | 0                     | 0                     | -             | -             | 5       | 0         |
| 2010                  | Tochigi SC            | J2 League             | 17           | 0            | 1                     | 0                     | -             | -             | 18      | 0         |
| 2011                  | Tochigi SC            | J2 League             | 25           | 0            | 1                     | 0                     | -             | -             | 26      | 0         |
| 2012                  | Tochigi SC            | J2 League             | 35           | 0            | 0                     | 0                     | -             | -             | 35      | 0         |
| 2013                  | Giravanz Kitakyushu   | J2 League             | 40           | 0            | 0                     | 0                     | -             | -             | 40      | 0         |
| 2014                  | Cerezo Osaka          | J1 League             | 4            | 0            | 0                     | 0                     | 2             | 0             | 6       | 0         |
| 2015                  | Cerezo Osaka          | J2 League             | 0            | 0            | 1                     | 0                     | -             | -             | 1       | 0         |
| Tổng                  | Tổng                  | Tổng                  | 190          | 0            | 4                     | 0                     | 2             | 0             | 196     | 0         |